# Synot liga 2015-16
La Synot Liga 2015-16 fue la vigésima tercera temporada de la Liga Checa de Fútbol, la máxima categoría del fútbol profesional de la República Checa. El torneo se comenzó a disputar el día 25 de julio de 2015 y finalizó el 14 de mayo de 2016, se tiene considerado un receso invernal entre los meses de noviembre y febrero. El campeón fue el Viktoria Plzeň que obtuvo su segundo título consecutivo y el cuarto de su historia.

## Ascensos y descensos
Los clubes FC Hradec Králové y Dynamo České Budějovice, descendidos la temporada anterior, son reemplazados para este torneo por el campeón y subcampeón de la Druhá liga, el Sigma Olomouc y el FC Fastav Zlín.
| Pos. | Descendidos de la Synot liga 2014-15 |
| ---- | ------------------------------------ |
| 15.º | FC Hradec Králové                    |
| 16.º | Dynamo České Budějovice              |

| Pos. | Ascendidos de la Druhá liga 2014-15 |
| ---- | ----------------------------------- |
| 1.º  | Sigma Olomouc                       |
| 2.º  | FC Fastav Zlín                      |

## Información de los equipos
| Club                | Ciudad           | Estadio                   | Capacidad |
| ------------------- | ---------------- | ------------------------- | --------- |
| FC Baník Ostrava    | Ostrava          | Městský stadion (O)       | 15.120    |
| Bohemians 1905      | Praga            | Ďolíček                   | 5.000     |
| FK Dukla Praga      | Praga            | Stadion Juliska           | 8.150     |
| FK Jablonec         | Jablonec         | Stadion Střelnice         | 6.280     |
| FK Mladá Boleslav   | Mladá Boleslav   | Městský stadion (MB)      | 5.000     |
| FC Fastav Zlín      | Zlín             | Letná Stadion             | 6.300     |
| 1. FK Příbram       | Příbram          | Na Litavce                | 9.100     |
| SK Sigma Olomouc    | Olomouc          | Andrův Stadion            | 12.500    |
| SK Slavia Praga     | Praga            | Eden Arena                | 20.800    |
| 1. FC Slovácko      | Uherské Hradiště | Městský fotbalový stadion | 8.121     |
| FC Slovan Liberec   | Liberec          | Stadion u Nisy            | 9.900     |
| AC Sparta Praga     | Praga            | Generali Arena            | 19.416    |
| FK Teplice          | Teplice          | Na Stínadlech             | 18.221    |
| FC Viktoria Plzeň   | Pilsen           | Doosan Arena              | 11.722    |
| FC Vysočina Jihlava | Jihlava          | Stadion v Jiráskove ulici | 4.075     |
| FC Zbrojovka Brno   | Brno             | Městský stadion (Brno)    | 12.550    |

## Tabla de posiciones
- Actualizado al final del torneo el 14 de mayo de 2016.[2]

| Pos. | Equipo             | Pts. | PJ | G  | E  | P  | GF | GC | Dif. | Clasificación o descenso                                                  |
| ---- | ------------------ | ---- | -- | -- | -- | -- | -- | -- | ---- | ------------------------------------------------------------------------- |
| 1    | Viktoria Plzeň (C) | 71   | 30 | 23 | 2  | 5  | 57 | 25 | +32  | Clasifica a Liga de Campeones de la UEFA 2016-17                          |
| 2    | Sparta Praga       | 64   | 30 | 20 | 4  | 6  | 61 | 24 | +37  | Clasifica a Liga de Campeones de la UEFA 2016-17                          |
| 3    | Slovan Liberec     | 58   | 30 | 17 | 7  | 6  | 51 | 35 | +16  | Clasifica a tercera fase clasificatoria de Liga Europa de la UEFA 2016-17 |
| 4    | Mladá Boleslav     | 57   | 30 | 16 | 9  | 5  | 63 | 37 | +26  | Clasifica a tercera fase clasificatoria de Liga Europa de la UEFA 2016-17 |
| 5    | Slavia Praga       | 52   | 30 | 14 | 10 | 6  | 48 | 26 | +22  | Clasifica a segunda fase clasificatoria de Liga Europa de la UEFA 2016-17 |
| 6    | Zbrojovka Brno     | 47   | 30 | 14 | 5  | 11 | 37 | 38 | −1   |                                                                           |
| 7    | FK Jablonec        | 41   | 30 | 10 | 11 | 9  | 46 | 39 | +7   |                                                                           |
| 8    | FC Slovácko        | 40   | 30 | 12 | 4  | 14 | 37 | 51 | −14  |                                                                           |
| 9    | Bohemians 1905     | 37   | 30 | 8  | 13 | 9  | 35 | 37 | −2   |                                                                           |
| 10   | Dukla Praga        | 35   | 30 | 8  | 11 | 11 | 44 | 41 | +3   |                                                                           |
| 11   | Vysočina Jihlava   | 31   | 30 | 8  | 7  | 15 | 31 | 54 | −23  |                                                                           |
| 12   | FK Teplice         | 30   | 30 | 7  | 9  | 14 | 37 | 52 | −15  |                                                                           |
| 13   | Fastav Zlín        | 30   | 30 | 7  | 9  | 14 | 34 | 50 | −16  |                                                                           |
| 14   | FK Příbram         | 27   | 30 | 7  | 6  | 17 | 33 | 53 | −20  |                                                                           |
| 15   | Sigma Olomouc      | 27   | 30 | 6  | 9  | 15 | 35 | 49 | −14  | Descenso a la Liga Nacional de fútbol                                     |
| 16   | Baník Ostrava      | 14   | 30 | 4  | 2  | 24 | 27 | 65 | −38  | Descenso a la Liga Nacional de fútbol                                     |

 Fuente: Synot Liga, Soccerway
Criterios de clasificación: 1) Puntos; 2) puntos entre sí; 3) diferencia de goles; 4) Goles marcados.
- Mladá Boleslav clasifica a tercera fase clasificatoria de Liga Europa de la UEFA 2016-17 como vencedor de la Copa de la República Checa 2015-16.

## Máximos goleadores
Actualizado al 14 mayo de 2016
| Pos. | Jugador         | Club           | Goles |
| ---- | --------------- | -------------- | ----- |
| 1    | David Lafata    | Sparta Praga   | 20    |
| 2    | Michal Ďuriš    | Viktoria Plzeň | 16    |
| 3    | Lukáš Magera    | Mladá Boleslav | 14    |
| 3    | Milan Škoda     | Slavia Praga   | 14    |
| 5    | Jakub Řezníček  | Zbrojovka Brno | 13    |
| 6    | Marek Bakoš     | Slovan Liberec | 12    |
| 6    | Muris Mešanovič | Slavia Praga   | 12    |
| 8    | Tomáš Berger    | Dukla Praga    | 10    |